# Cugnasco
Cugnasco is een plaats en voormalige gemeente in het Zwitserse kanton Ticino, en maakt deel uit van het district Locarno.
Cugnasco telt 1278 inwoners.

## Geschiedenis
Cugnasco was tot 1 januari 2009 een zelfstandige gemeente, voor deze samengevoegd werd met de gemeente Gerra om de gemeente Cugnasco-Gerra te vormen.

## Geboren
- Simone Rapp (1992), voetballer